# Беднота (газета)
«Беднота» — центральная советская ежедневная газета для крестьян, издававшаяся с 27 марта 1918 по 31 января 1931 года в Москве. Являлась печатным органом ЦК ВКП(б). 1 февраля 1931 года слилась с газетой «Социалистическое земледелие».

## История
Была создана в результате объединения агитационных газет большевиков «Деревенская правда» и «Деревенская беднота», издававшихся с октября 1917 г. в Москве и Петербурге. Данные газеты помогали большевикам на выборах в Учредительное собрание.
Пришла на смену народной крестьянской газете Временного правительства «Сельский вестник» и многое унаследовала от неё: авторский коллектив, традиции.

## Главы редакционной коллегии
- В. А. Карпинский (с 1918 по 1922 с перерывами),
- Л. С. Сосновский (с 1921),
- Я. А. Яковлев (с 1924),
- М. С. Грандов (с 1928),
- Е. П. Атаков (с 1929).